# Montipora saudii
Montipora saudii is een rifkoralensoort uit de familie van de Acroporidae. De wetenschappelijke naam van de soort is voor het eerst geldig gepubliceerd in 2002 door Turak, DeVantier & Veron.